# Südafrikanische Badmintonmeisterschaft 1948
Die Südafrikanische Badmintonmeisterschaft 1948 fand in East London statt. Es war die erste Austragung der nationalen Titelkämpfe im Badminton in Südafrika.

## Finalresultate
| Disziplin    | Sieger                     | Finalist                    | Ergebnis          |
| ------------ | -------------------------- | --------------------------- | ----------------- |
| Herreneinzel | Noel B. Radford            | Tom Wingfield               | 15–10, 15–8       |
| Dameneinzel  | Betty Uber                 | June Wheating               | 8–11, 12–10, 11–0 |
| Herrendoppel | R. C. Allen E. S. Irwin    |                             |                   |
| Damendoppel  | Betty Uber Queenie Allen   | B. Bayne Florrie Mackenzie  | 15–7, 15–8        |
| Mixed        | Noel B. Radford Betty Uber | Warwick Shute Queenie Allen | 15–13, 15–12      |